# Inmigración coreana en España
Los coreanos en España forman una de las poblaciones asiáticas más pequeñas del país.

## Demografía y distribución
Las estadísticas de 2006 del  Instituto Nacional de Estadística de España mostraron 2873 residentes registrados en España nacidos en Corea del Sur, de los cuales 514 tenían nacionalidad española, mientras que 2359 tenían otras nacionalidades. Entre los ciudadanos españoles, los hombres superaron en número a las mujeres en una proporción de 1,3: 1, proporción que se revirtió casi exactamente entre los ciudadanos no españoles. Entre 1980 y 2004, un total de 696 personas que originalmente tenían la nacionalidad surcoreana se convirtieron en ciudadanos españoles. El Ministerio de Relaciones Exteriores y Comercio de Corea del Sur, cuyas estadísticas se basan principalmente en registros con consulados y cuentan con personas nacidas localmente de ascendencia coreana, así como con personas nacidas en Corea del Sur, registraron un recuento algo mayor, de 3769 personas en 2005; de ellos, 2538 residían en la Península, con otros 1.231 en  Las Palmas. Esto hizo de los coreanos en España la quinta mayor población de la diáspora coreana en Europa occidental, detrás de los coreanos en el Reino Unido, los coreanos en Alemania, los coreanos en Francia y los coreanos en Italia.
Las estadísticas más recientes del gobierno de Corea del Sur, publicadas en julio de 2011, muestran solo un ligero crecimiento en comparación con las estadísticas de 2005. De los 4080 coreanos registrados como residentes en España, 929 tenían ciudadanía española, 2108 tenían residencia permanente, 216 tenían visas de estudiante y los 727 restantes tenían otros tipos de visas.MOFAT, 2011, p. 235

## Las Palmas
Los coreanos en Las Palmas forman una comunidad distinta de la del continente español. La suya es la única concentración de coreanos en España cuya presencia ha dado lugar a un Koreatown reconocible. Sus orígenes se remontan a los trabajadores migrantes de Corea del Sur que trabajaron en barcos de pesca en alta mar en la isla a partir de la década de 1960. La pesca, junto con la construcción, fue una de las principales fuentes de empleo en el extranjero para los surcoreanos durante décadas; en la década de 1970, casi 15 000 coreanos residían en Las Palmas, lo que representa aproximadamente el 4% de la población de la ciudad de 350 000. Muchos trajeron a sus familias y se enraizaron en España, enviando a sus hijos a escuelas locales. Sin embargo, con el declive de las industrias pesqueras oceánicas de Corea del Sur en la década de 1990, su población se redujo, de 2283 individuos en 1997 a solo 1292 en 1999, un número que disminuyó a un ritmo más lento durante la siguiente década hasta alcanzar 1197 en 2011. La mayoría de la población coreana restante se ha alejado de la industria pesquera, y sus hijos han ingresado en gran medida en campos profesionales, logrando una relativa afluencia.

## España continental
La comunidad coreana en la parte continental española se compone principalmente de dos grupos: principalmente dueños de pequeños negocios y ejecutivos masculinos de empresas surcoreanas junto con sus cónyuges e hijos y, principalmente, mujeres estudiantes internacionales en universidades españolas. Las artes marciales coreanos, aunque son un grupo más pequeño, también están bien representados; o dirigen su propio  dojang, o trabajan para compañías de seguridad privadas. No remontan sus orígenes exclusivamente a Corea del Sur; algunos miembros de las comunidades de coreanos en Argentina y otros países latinoamericanos también se han establecido en España, y los empresarios surcoreanos a menudo emplean chosunjok —coreanos— de China en sus negocios. Su población alcanzó su punto máximo en la década de 1990 y luego disminuyó debido a la crisis financiera asiática de 1997, durante la cual muchas empresas surcoreanas, ansiosas por reducir costos, trasladaron las operaciones de Europa occidental a los países más baratos de Europa oriental, América Latina y China.

## Personas notables
- Esteban Ahn (Coreano Loco / Sanchobeatz), actor, productor musical y personalidad de YouTube de Las Palmas .
- Usun Yoon, actriz y reportera.
- Ahn Eak-tai , compositor de Aegukga, murió en Mallorca.
- Alberto Jo Lee, actor nacido en Barcelona .
- Kimera cantante que trabajó principalmente en España y Francia.